# Anthonie van Borssom

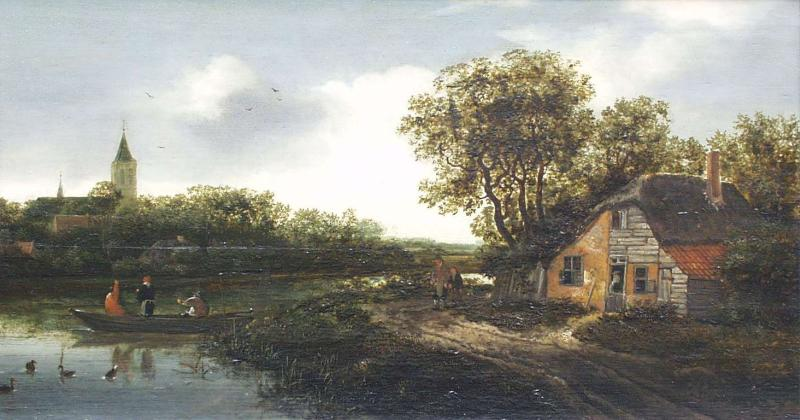
Bauernhaus am Fluss

Anthonie van Borssom (auch Boresom, Borssum), (* um 1630 in Amsterdam; † 1677 ebenda) war ein niederländischer Maler und Zeichner.

## Leben
Die genauen Geburts- und Sterbedaten des Künstlers sind nicht bekannt, jedoch ist der Tag der Taufe (2. Januar 1631) und der Tag der Beerdigung (19. März 1677) überliefert.
Obwohl es keine nachweisbaren Quellen hierfür gibt, wird allgemein angenommen, dass Borssom ein Schüler Rembrandts war, da einige seiner Zeichnungen unter dem Einfluss von Rembrandts Radierungen der 1640er Jahre stehen.
Häufig folgen die mit AVBorssom signierten Bilder einem bestimmten Bildaufbau, wonach der Vordergrund durch ein Gewässer bestimmt ist, sich in der Bildmitte ein Bauernhof, eine Windmühle oder verfallene Stallungen befinden und unterhalb eines niedrigen Horizontes weitere Gebäude die Ansicht komplettieren.
Die Verbindung seiner Zeichnungen mit hellen Wasserfarben erfuhren insbesondere im 18. Jahrhundert eine hohe Popularität. Zu seinen Motiven gehören zahlreiche Schlösser, Kirchen und Stadttore, welche er auf Reisen durch die Provinzen Utrecht, Gelderland und an den Niederrhein festhielt. Bekannt sind Ansichten von Naarden, Maartensdijk, Soest, Oosterbeek, Elten und Kleve.

## Abbildungen

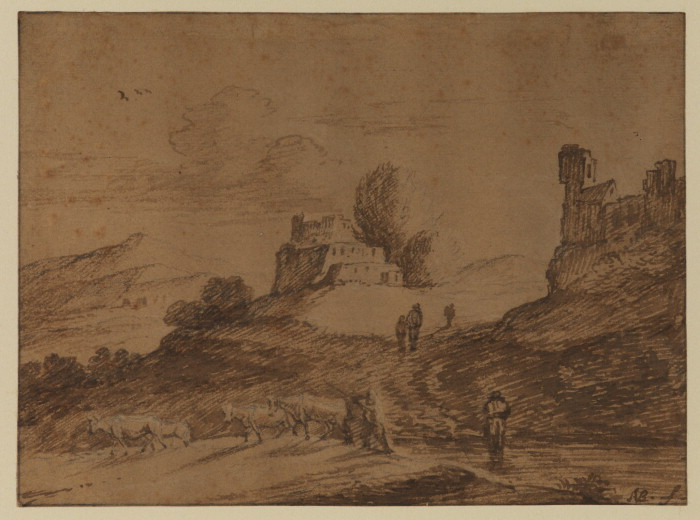
Landschaft mit Ruinen, Kühen und Personen
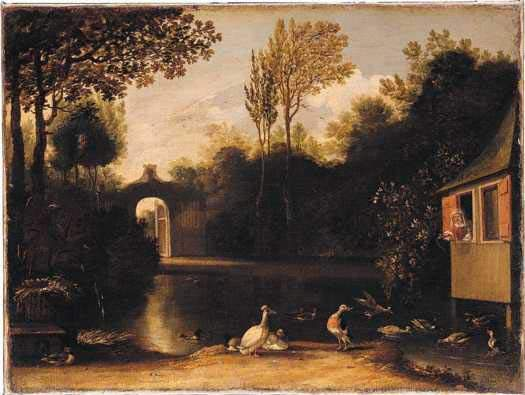
Gartenszene mit Teich
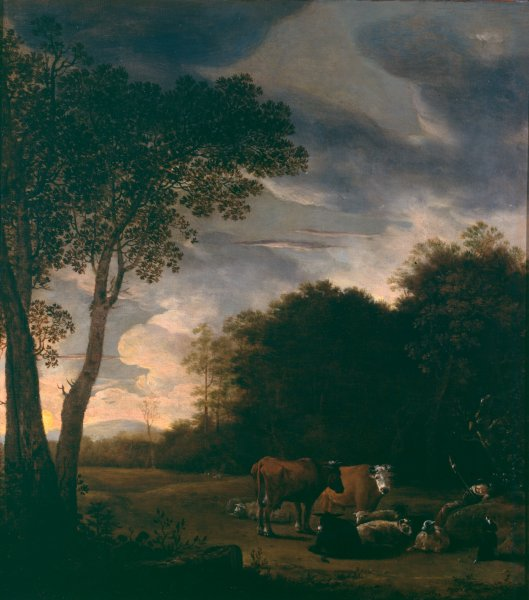
Weidende Kühe
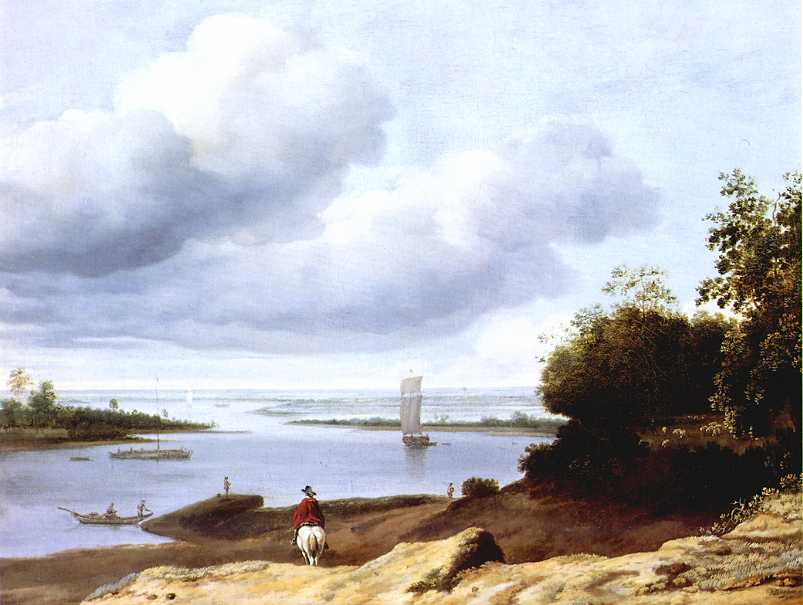
Flusslandschaft mit Reiter